# Origami Deutschland
Origami Deutschland Verein zur Förderung des Papierfaltens e. V. ist ein gemeinnütziger Verein mit Sitz in Freising, der sich dafür einsetzt, Origami bekannt zu machen und zu fördern. Er wurde 1989 von Paulo Mulatinho gegründet und hat heute rund 760 Mitglieder.

## Aufgaben und Aktivitäten
Der Verein hat sich zum Ziel gesetzt, Kenntnisse über die Kunst des Papierfaltens zu vermitteln im pädagogischen, künstlerischen, therapeutischen und mathematischen Bereich. Er organisiert seit 1989 internationale öffentliche Jahrestreffen, regionale Tagungen, Treffen und Ausstellungen. Er erstellt die Vereinszeitschrift der Falter, vermittelt Kurse in Bildungseinrichtungen und fördert den internationalen Ideenaustausch. So werden zu allen Jahrestreffen internationale Gäste und Ehrengäste eingeladen. Beispielsweise waren unter anderem 2009 Robert Lang (USA), 2012 Paolo Bascetta (Italien), 2013 Tomoko Fuse (Japan), 2016 Sébastien Limet (Frankreich), Beth Johnson (USA), 2018 Maria Sinayskaya (Südafrika) und Francesco Mancini (Italien) als Ehrengäste anwesend.

### Organisationsform
Der Verein ist mit dreißig Regionalgruppen in allen deutschen Bundesländern vertreten, die regionale Treffen organisieren, sich in Bildungseinrichtungen engagieren und Öffentlichkeitsarbeit betreiben. Einige der Gruppen haben eigene Websites oder Blogs. Die meisten Treffen sind auch der breiten Öffentlichkeit zugänglich. Zu den bekannteren Gruppen gehören die Turmfalter in Bönen, die sich in einem ehemaligen Förderturm treffen. Die Gruppe führt regelmäßig Fliegerwettbewerbe als Sommerferienprogramm durch und organisiert einen Stand auf der Creativa in Dortmund. In Mannheim treffen sich die Mitglieder in einem Bahnhofscafé. Die Gruppe veröffentlichte das Buch Origami für unterwegs.

### Regionale Treffen in Deutschland
- Kaiserstühler Origamitreffen
- MDO: Mitteldeutscher Origamitag[6]
- Nordlichtertreffen[7]
- WDO: Westdeutscher Origamitag[8]
- Internationale Tagung zur Didaktik des Papierfaltens in Freiburg im Breisgau

### Veröffentlichungen
In der seit 1989 erscheinenden Zeitschrift der Falter finden sich unter anderem Berichte über Origamitagungen und -treffen, sowohl innerhalb Deutschlands als auch international. Auch mit Interviews trägt die Zeitschrift zum internationalen Austausch über Origami bei. Außerdem veröffentlicht der Falter Faltanleitungen.
Mitglieder des Vereins veröffentlichten zahlreiche Bücher mit Faltanleitungen zu verschiedenen Themenbereichen wie z. B. zum Falten von Blüten, Figuren aus Märchen und Fabeln, geometrischen Formen, Papierfliegern, Kinderspielen, Schachteln, Sternen, Tieren und Weihnachtsdekoration. Weitere Themen behandeln die verwendeten Grundmaterialien wie z. B. Buchseiten oder Geldscheine. Auf den jeweiligen Websites der Autoren werden darüber hinaus oft kostenlose Faltanleitungen zur Verfügung gestellt.

### Ausstellungen
Der Verein unterstützt regelmäßig die Organisation von Ausstellungen in ganz Deutschland. 2017 stellte das Mathematikum in Gießen einige Exponate aus und bot auch Mitmachstationen an. Eine ähnliche Ausstellung war auch Anfang 2018 in der Phänomenta in Flensburg zu sehen. Im Oktober/November 2018 fanden in Mölln (im Möllner Museum) und in Rostock (anlässlich der Rostocker Bonsai-Tage) Origamiausstellungen statt.